# Liste des monuments historiques du Loiret

Le département du Loiret en rouge sur une carte de France

La liste des monuments historiques du Loiret recense les monuments historiques situés dans le département français du Loiret (région Centre-Val de Loire).

## Statistiques
Au 21 juillet 2025, le Loiret compte 456 édifices comportant au moins une protection au titre des monuments historiques, dont 125 sont classés et 360 sont inscrits. Le total des monuments classés et inscrits est supérieur au nombre total de monuments protégés car plusieurs d'entre eux sont à la fois classés et inscrits.
- Haut – A
- B
- C
- D
- E
- F
- G
- H
- I
- J
- K
- L
- M
- N
- O
- P
- Q
- R
- S
- T
- U
- V
- W
- X
- Y
- Z

## Liste
Du fait du nombre élevé de protections dans la seule commune d'Orléans, elle fait l'objet d'une liste séparée : voir la liste des monuments historiques d'Orléans.
| Monument                                                     | Commune                                       | Adresse                                            | Coordonnées                                    | Notice                                         | Protection                                     | Date                                           | Illustration                                                 |
| ------------------------------------------------------------ | --------------------------------------------- | -------------------------------------------------- | ---------------------------------------------- | ---------------------------------------------- | ---------------------------------------------- | ---------------------------------------------- | ------------------------------------------------------------ |
| Église Saint-Martin d'Amilly                                 | Amilly                                        | Rue de la Libération                               | 47° 58′ 31″ nord, 2° 46′ 02″ est               | « PA00098673 »                                 | Inscrit                                        | 1925                                           | Église Saint-Martin d'Amilly                                 |
| Moulin Bardin                                                | Amilly                                        | Chemin de halage du canal de Briare                | 47° 58′ 37″ nord, 2° 44′ 41″ est               | « PA00099050 »                                 | Inscrit                                        | 1991                                           | Moulin Bardin                                                |
| Dolmen de la Pierre Clouée                                   | Andonville                                    | Rue du Dolmen                                      | 48° 15′ 30″ nord, 2° 01′ 19″ est               | « PA00098674 »                                 | Classé                                         | 1889                                           | Dolmen de la Pierre Clouée                                   |
| Château de Boisgibault                                       | Ardon                                         | Boisgibault                                        | 47° 47′ 18″ nord, 1° 52′ 00″ est               | « PA45000020 »                                 | Inscrit                                        | 2001                                           | Château de Boisgibault                                       |
| Moulin à vent des Muets                                      | Artenay                                       | N 20                                               | 48° 04′ 58″ nord, 1° 52′ 25″ est               | « PA00098675 »                                 | Inscrit                                        | 1974                                           | Moulin à vent des Muets                                      |
| Prison d'Artenay                                             | Artenay                                       | Rue de Glatigny                                    | 48° 05′ 00″ nord, 1° 52′ 45″ est               | « PA00098676 »                                 | Inscrit                                        | 1985                                           | Prison d'Artenay                                             |
| Église Notre-Dame d'Aschères-le-Marché                       | Aschères-le-Marché                            | Grande Rue                                         | 48° 06′ 28″ nord, 2° 00′ 32″ est               | « PA00098677 »                                 | Inscrit                                        | 1928                                           | Église Notre-Dame d'Aschères-le-Marché                       |
| Halle d'Aschères-le-Marché                                   | Aschères-le-Marché                            | Rue du Marché                                      | 48° 06′ 27″ nord, 2° 00′ 32″ est               | « PA00098678 »                                 | Inscrit                                        | 1987                                           | Halle d'Aschères-le-Marché                                   |
| Église Saint-Sulpice d'Audeville                             | Audeville                                     | Rue Saint-Sulpice                                  | 48° 16′ 41″ nord, 2° 14′ 20″ est               | « PA00098679 »                                 | Inscrit                                        | 1931                                           | Église Saint-Sulpice d'Audeville                             |
| Château d'Augerville                                         | Augerville-la-Rivière                         | Place du Château                                   | 48° 15′ 04″ nord, 2° 26′ 20″ est               | « PA00098680 »                                 | Inscrit                                        | 1976                                           | Château d'Augerville                                         |
| Château de Rocheplatte                                       | Aulnay-la-Rivière                             | Rue Rocheplatte                                    | 48° 11′ 32″ nord, 2° 22′ 26″ est               | « PA00098681 »                                 | Classé Inscrit                                 | 1973                                           | Château de Rocheplatte                                       |
| Petit château d'Autry-le-Châtel                              | Autry-le-Châtel                               | Rue du Petit-Château                               | 47° 35′ 42″ nord, 2° 36′ 01″ est               | « PA00098682 »                                 | Inscrit                                        | 1971                                           | Petit château d'Autry-le-Châtel                              |
| Église Saint-Laurent d'Auvilliers-en-Gâtinais                | Auvilliers-en-Gâtinais                        | D 39                                               | 47° 57′ 50″ nord, 2° 29′ 57″ est               | « PA00098683 »                                 | Inscrit                                        | 1988                                           | Église Saint-Laurent d'Auvilliers-en-Gâtinais                |
| Église Saint-Martin d'Auxy                                   | Auxy                                          | Place de l'Église                                  | 48° 07′ 07″ nord, 2° 28′ 28″ est               | « PA00098684 »                                 | Inscrit                                        | 1928                                           | Église Saint-Martin d'Auxy                                   |
| Château de la Touanne                                        | Baccon                                        |                                                    | 47° 52′ 18″ nord, 1° 39′ 06″ est               | « PA00098685 »                                 | Inscrit                                        | 1970                                           | Château de la Touanne                                        |
| Dolmen de la Mouïse                                          | Baccon                                        | Vallée de Thorigny                                 | 47° 52′ 43″ nord, 1° 36′ 12″ est               | « PA00098686 »                                 | Classé                                         | 1979                                           | Dolmen de la Mouïse                                          |
| Tumulus de Baccon                                            | Baccon                                        | Vallée de Thorigny                                 | 47° 52′ 41″ nord, 1° 36′ 14″ est               | « PA00098687 »                                 | Inscrit                                        | 1980                                           | Tumulus de Baccon                                            |
| Église Saint-Martin de Batilly-en-Gâtinais                   | Batilly-en-Gâtinais                           |                                                    | 48° 04′ 20″ nord, 2° 22′ 51″ est               | « PA00098688 »                                 | Inscrit                                        | 1928                                           | Église Saint-Martin de Batilly-en-Gâtinais                   |
| Église Notre-Dame de Bazoches-les-Gallerandes                | Bazoches-les-Gallerandes                      |                                                    | 48° 09′ 41″ nord, 2° 02′ 38″ est               | « PA00098689 »                                 | Inscrit                                        | 1928                                           | Église Notre-Dame de Bazoches-les-Gallerandes                |
| Abbaye Notre-Dame de Beaugency                               | Beaugency                                     | 2 rue de l'Abbaye 2 quai de l'Abbaye               | 47° 46′ 38″ nord, 1° 38′ 04″ est               | « PA45000029 »                                 | Inscrit                                        | 2006                                           | Abbaye Notre-Dame de Beaugency                               |
| Église Notre-Dame de Beaugency                               | Beaugency                                     | Place Dunois                                       | 47° 46′ 39″ nord, 1° 38′ 02″ est               | « PA00098691 »                                 | Classé                                         | 1862                                           | Église Notre-Dame de Beaugency                               |
| Église Saint-Étienne de Beaugency                            | Beaugency                                     | Place du Martroi                                   | 47° 46′ 39″ nord, 1° 37′ 49″ est               | « PA00098692 »                                 | Classé                                         | 1840                                           | Église Saint-Étienne de Beaugency                            |
| Enceinte de Beaugency                                        | Beaugency                                     | Place Nationale                                    | 47° 46′ 53″ nord, 1° 37′ 55″ est               | « PA00098693 »                                 | Inscrit                                        | 1944                                           | Enceinte de Beaugency                                        |
| Hospice de Beaugency                                         | Beaugency                                     | 11 place Saint-Firmin                              | 47° 46′ 36″ nord, 1° 37′ 54″ est               | « PA00098694 »                                 | Inscrit                                        | 1929                                           | Hospice de Beaugency                                         |
| Hôtel de ville de Beaugency                                  | Beaugency                                     | 22 place du Docteur-Hyvernaux                      | 47° 46′ 41″ nord, 1° 37′ 53″ est               | « PA00098695 »                                 | Classé                                         | 1840                                           | Hôtel de ville de Beaugency                                  |
| Maison                                                       | Beaugency                                     | 3 rue du Change                                    | 47° 46′ 40″ nord, 1° 37′ 55″ est               | « PA00098696 »                                 | Inscrit                                        | 1947                                           | Maison                                                       |
| Maison à pans de bois                                        | Beaugency                                     | 28 place du Martroi                                | 47° 46′ 40″ nord, 1° 37′ 48″ est               | « PA00098697 »                                 | Inscrit                                        | 1925                                           | Maison à pans de bois                                        |
| Maison des Templiers                                         | Beaugency                                     | Rue du Puits-de-l'Ange 2 rue du Traineau           | 47° 46′ 39″ nord, 1° 37′ 55″ est               | « PA00098698 »                                 | Classé Inscrit                                 | 1919 2006                                      | Maison des Templiers                                         |
| Château de Dunois                                            | Beaugency                                     | Place Dunois                                       | 47° 46′ 40″ nord, 1° 38′ 00″ est               | « PA00098690 »                                 | Inscrit Classé                                 | 1925 1926                                      | Château de Dunois                                            |
| Porte du Change dite Tour de l'Horloge                       | Beaugency                                     | 36 rue du Change                                   | 47° 46′ 42″ nord, 1° 37′ 50″ est               | « PA00098701 »                                 | Classé                                         | 1922                                           | Porte du Change dite Tour de l'Horloge                       |
| Prison de Beaugency                                          | Beaugency                                     | 34 rue du Change                                   | 47° 46′ 42″ nord, 1° 37′ 51″ est               | « PA00098699 »                                 | Inscrit                                        | 1933                                           | Prison de Beaugency                                          |
| Tour de César                                                | Beaugency                                     | Place Dunois                                       | 47° 46′ 38″ nord, 1° 37′ 59″ est               | « PA00098700 »                                 | Classé                                         | 1840                                           | Tour de César                                                |
| Tour Saint-Firmin                                            | Beaugency                                     | Place Saint-Firmin                                 | 47° 46′ 36″ nord, 1° 37′ 56″ est               | « PA00098702 »                                 | Classé                                         | 1913                                           | Tour Saint-Firmin                                            |
| Château d'Assay                                              | Beaulieu-sur-Loire                            | Assay                                              | 47° 33′ 48″ nord, 2° 47′ 17″ est               | « PA00098703 »                                 | Inscrit                                        | 1957                                           | Château d'Assay                                              |
| Château de Beaulieu-sur-Loire                                | Beaulieu-sur-Loire                            |                                                    | 47° 32′ 35″ nord, 2° 49′ 03″ est               | « PA00098705 »                                 | Inscrit                                        | 1986                                           | Image manquante Téléverser                                   |
| Château de Courcelles-le-Roy                                 | Beaulieu-sur-Loire                            |                                                    | 47° 33′ 14″ nord, 2° 45′ 39″ est               | « PA00098704 »                                 | Inscrit                                        | 1986                                           | Image manquante Téléverser                                   |
| Église Saint-Étienne de Beaulieu-sur-Loire                   | Beaulieu-sur-Loire                            |                                                    | 47° 32′ 36″ nord, 2° 49′ 03″ est               | « PA00098706 »                                 | Inscrit                                        | 1986                                           | Église Saint-Étienne de Beaulieu-sur-Loire                   |
| Cimetière de Beaune-la-Rolande                               | Beaune-la-Rolande                             |                                                    | 48° 04′ 11″ nord, 2° 25′ 48″ est               | « PA00098707 »                                 | Classé                                         | 1911                                           | Image manquante Téléverser                                   |
| Église Saint-Martin de Beaune-la-Rolande                     | Beaune-la-Rolande                             |                                                    | 48° 04′ 11″ nord, 2° 25′ 48″ est               | « PA00098708 »                                 | Classé                                         | 1911                                           | Église Saint-Martin de Beaune-la-Rolande                     |
| Château de Bellegarde                                        | Bellegarde                                    | Avenue du 21-Août-1944                             | 47° 59′ 13″ nord, 2° 26′ 30″ est               | « PA00098709 »                                 | Inscrit                                        | 1928 1937 1969                                 | Château de Bellegarde                                        |
| Église Notre-Dame de Bellegarde                              | Bellegarde                                    | Place Jules-Ferry Impasse des Juifs                | 47° 59′ 18″ nord, 2° 26′ 38″ est               | « PA00098710 »                                 | Classé Inscrit                                 | 1889 1929                                      | Église Notre-Dame de Bellegarde                              |
| Église Saint-Germain de Boësses                              | Boësses                                       | Rue de l'Église Rue de la Tannerie                 | 48° 09′ 11″ nord, 2° 26′ 54″ est               | « PA00098711 »                                 | Classé                                         | 1956                                           | Église Saint-Germain de Boësses                              |
| Chapelle Saint-Lazare de Boiscommun                          | Boiscommun                                    | Dans le cimetière                                  | 48° 02′ 25″ nord, 2° 23′ 13″ est               | « PA00098712 »                                 | Inscrit                                        | 1929                                           | Chapelle Saint-Lazare de Boiscommun                          |
| Église Notre-Dame de Boiscommun                              | Boiscommun                                    | Rue de la Comédie                                  | 48° 02′ 16″ nord, 2° 23′ 04″ est               | « PA00098713 »                                 | Classé                                         | 1886                                           | Église Notre-Dame de Boiscommun                              |
| Église Saint-Vrain de Boismorand                             | Boismorand                                    | Rue de l'Étang                                     | 47° 47′ 12″ nord, 2° 43′ 07″ est               | « PA00098714 »                                 | Inscrit                                        | 1931                                           | Église Saint-Vrain de Boismorand                             |
| Église Saint-Martin-le-Seul de Bondaroy                      | Bondaroy                                      | Saint-Grégoire                                     | 48° 10′ 33″ nord, 2° 16′ 13″ est               | « PA00098715 »                                 | Inscrit                                        | 1968                                           | Image manquante Téléverser                                   |
| Manoir de la Taille                                          | Bondaroy                                      | Rue Jean-de-la-Taille                              | 48° 10′ 36″ nord, 2° 16′ 44″ est               | « PA00098716 »                                 | Inscrit                                        | 1974                                           | Manoir de la Taille                                          |
| Église Saint-Aignan de Bonny-sur-Loire                       | Bonny-sur-Loire                               | Grande Rue                                         | 47° 33′ 37″ nord, 2° 50′ 27″ est               | « PA00098717 »                                 | Classé                                         | 1984                                           | Église Saint-Aignan de Bonny-sur-Loire                       |
| Distillerie de Bou                                           | Bou                                           | rue de La-Sourde; rue aux Vaches                   | à géolocaliser                                 | « PA45000056 »                                 | Inscrit                                        | 2022                                           | Image manquante Téléverser                                   |
| Église Saint-Georges de Bou                                  | Bou                                           | Place du Bourg                                     | 47° 52′ 28″ nord, 2° 02′ 48″ est               | « PA00098718 »                                 | Classé Inscrit                                 | 1922 1935                                      | Église Saint-Georges de Bou                                  |
| Butte Noire                                                  | Bougy-lez-Neuville                            | Derrière le Bourg                                  | 48° 02′ 39″ nord, 2° 01′ 56″ est               | « PA00098720 »                                 | Inscrit                                        | 1980                                           | Image manquante Téléverser                                   |
| Église Saint-Sulpice de Bougy-lez-Neuville                   | Bougy-lez-Neuville                            | Route des Vallées d'Orléans                        | 48° 02′ 23″ nord, 2° 01′ 35″ est               | « PA00098719 »                                 | Inscrit                                        | 1926                                           | Image manquante Téléverser                                   |
| Église Saint-Pierre de Boynes                                | Boynes                                        | Place Louis-Veuillot                               | 48° 07′ 13″ nord, 2° 21′ 34″ est               | « PA00098721 »                                 | Classé                                         | 1921                                           | Église Saint-Pierre de Boynes                                |
| Château du Muguet                                            | Breteau                                       | D 47                                               | 47° 40′ 48″ nord, 2° 52′ 26″ est               | « PA00099051 »                                 | Inscrit                                        | 1991                                           | Château du Muguet                                            |
| Église Saint-Étienne de Briare                               | Briare                                        | Place de la République                             | 47° 37′ 58″ nord, 2° 44′ 20″ est               | « PA00098722 »                                 | Inscrit                                        | 1987                                           | Église Saint-Étienne de Briare                               |
| Monument à Frédéric Bapterosses                              | Briare                                        | Square Frédéric Bapterosses                        | 47° 38′ 44″ nord, 2° 44′ 00″ est               | « PA45000052 »                                 | Inscrit                                        | 2018                                           | Monument à Frédéric Bapterosses                              |
| Monument à Jean-Félix Bapterosses                            | Briare                                        | Place de la République                             | 47° 38′ 18″ nord, 2° 44′ 19″ est               | « PA45000053 »                                 | Inscrit                                        | 2018                                           | Monument à Jean-Félix Bapterosses                            |
| Pont-canal de Briare                                         | Briare                                        | Briare Quai Mazoyer Rue des Vignes                 | 47° 37′ 52″ nord, 2° 44′ 10″ est               | « PA00098723 »                                 | Inscrit                                        | 1976                                           | Pont-canal de Briare                                         |
| Église Saint-Étienne de Briarres-sur-Essonne                 | Briarres-sur-Essonne                          | Place de l'Église                                  | 48° 13′ 42″ nord, 2° 25′ 38″ est               | « PA00098724 »                                 | Inscrit                                        | 1926                                           | Église Saint-Étienne de Briarres-sur-Essonne                 |
| Église Saint-Loup de Bromeilles                              | Bromeilles                                    | Rue de l'Église                                    | 48° 11′ 10″ nord, 2° 29′ 46″ est               | « PA00098725 »                                 | Classé                                         | 1913                                           | Église Saint-Loup de Bromeilles                              |
| Château de La Bussière                                       | La Bussière                                   | Rue du Château                                     | 47° 44′ 50″ nord, 2° 44′ 52″ est               | « PA00098726 »                                 | Inscrit Classé                                 | 1993 1995                                      | Château de La Bussière                                       |
| Église Saint-Loup de Cepoy                                   | Cepoy                                         |                                                    | 48° 02′ 47″ nord, 2° 44′ 18″ est               | « PA00098727 »                                 | Inscrit                                        | 1981                                           | Église Saint-Loup de Cepoy                                   |
| Gisement préhistorique de la Pierre-aux-Fées                 | Cepoy                                         | La Grosse Pierre                                   | 48° 02′ 48″ nord, 2° 44′ 55″ est               | « PA00098728 »                                 | Classé                                         | 1977                                           | Gisement préhistorique de la Pierre-aux-Fées                 |
| Maison des seigneurs du canal                                | Cepoy                                         | 25 quai du Port                                    | 48° 02′ 51″ nord, 2° 44′ 33″ est               | « PA45000008 »                                 | Inscrit                                        | 1999                                           | Maison des seigneurs du canal                                |
| Église Sainte-Marguerite de Cerdon                           | Cerdon                                        |                                                    | 47° 38′ 11″ nord, 2° 21′ 48″ est               | « PA00098729 »                                 | Inscrit                                        | 1931                                           | Église Sainte-Marguerite de Cerdon                           |
| Site d'écluse de Buges                                       | Châlette-sur-Loing                            |                                                    | 48° 01′ 41″ nord, 2° 43′ 21″ est               | « PA45000009 »                                 | Inscrit                                        | 1999                                           | Site d'écluse de Buges                                       |
| Château de la Luzerne                                        | Chambon-la-Forêt                              |                                                    | 48° 03′ 20″ nord, 2° 17′ 40″ est               | « PA00098730 »                                 | Inscrit                                        | 1986                                           | Image manquante Téléverser                                   |
| Polissoirs et menhir de Coinche                              | Chantecoq                                     | Coinche                                            | 48° 03′ 54″ nord, 2° 58′ 35″ est               | « PA00098731 »                                 | Classé                                         | 1986                                           | Polissoirs et menhir de Coinche                              |
| Église Saint-Mesmin de La Chapelle-Saint-Mesmin              | La Chapelle-Saint-Mesmin                      |                                                    | 47° 53′ 13″ nord, 1° 50′ 36″ est               | « PA00098732 »                                 | Classé                                         | 1862                                           | Église Saint-Mesmin de La Chapelle-Saint-Mesmin              |
| Calvaire de Chapelon                                         | Chapelon                                      | Place de l'Église                                  | 48° 02′ 14″ nord, 2° 34′ 41″ est               | « PA00098733 »                                 | Inscrit                                        | 1969                                           | Calvaire de Chapelon                                         |
| Moulin de Gaillardin                                         | Chapelon                                      |                                                    | 48° 02′ 12″ nord, 2° 34′ 25″ est               | « PA00098734 »                                 | Inscrit                                        | 1976                                           | Moulin de Gaillardin                                         |
| Chapelle de la Bonne-Dame                                    | Châteauneuf-sur-Loire                         |                                                    | 47° 51′ 54″ nord, 2° 12′ 55″ est               | « PA00098735 »                                 | Inscrit                                        | 1929                                           | Image manquante Téléverser                                   |
| Château de Châteauneuf-sur-Loire                             | Châteauneuf-sur-Loire                         |                                                    | 47° 51′ 51″ nord, 2° 13′ 00″ est               | « PA00098736 »                                 | Classé                                         | 1927 1942                                      | Château de Châteauneuf-sur-Loire                             |
| Croix de la Bonne-Dame                                       | Châteauneuf-sur-Loire                         |                                                    | 47° 51′ 54″ nord, 2° 12′ 54″ est               | « PA00098737 »                                 | Inscrit                                        | 1929                                           | Image manquante Téléverser                                   |
| Église Saint-Martial de Châteauneuf-sur-Loire                | Châteauneuf-sur-Loire                         |                                                    | 47° 51′ 50″ nord, 2° 13′ 11″ est               | « PA00098738 »                                 | Classé                                         | 1862 1941                                      | Église Saint-Martial de Châteauneuf-sur-Loire                |
| Halle Saint-Pierre                                           | Châteauneuf-sur-Loire                         | Place de la Vieille-Halle                          | 47° 51′ 52″ nord, 2° 13′ 12″ est               | « PA00099044 »                                 | Inscrit                                        | 1990                                           | Image manquante Téléverser                                   |
| Château-haut de Château-Renard                               | Château-Renard                                | Rue du Vieux-Château, Rue du Donjon                | 47° 56′ 04″ nord, 2° 55′ 46″ est               | « PA00098739 »                                 | Classé                                         | 1911                                           | Château-haut de Château-Renard                               |
| Château de la Motte                                          | Château-Renard                                | Avenue du Président Roosevelt                      | 47° 55′ 49″ nord, 2° 55′ 44″ est               | « PA00098740 »                                 | Classé                                         | 1945                                           | Château de la Motte                                          |
| Église Saint-Étienne de Château-Renard                       | Château-Renard                                | Rue du Vieux-Château                               | 47° 55′ 54″ nord, 2° 55′ 33″ est               | « PA00098741 »                                 | Classé                                         | 1914                                           | Église Saint-Étienne de Château-Renard                       |
| Maison de l'Île du Canada                                    | Château-Renard                                | 34 rue Paul-Doumer                                 | 47° 55′ 57″ nord, 2° 55′ 41″ est               | « PA45000023 »                                 | Inscrit                                        | 2004                                           | Maison de l'Île du Canada                                    |
| Maison de Jeanne d'Arc                                       | Château-Renard                                | Rue de Berry Rue de l'École                        | 47° 55′ 57″ nord, 2° 55′ 38″ est               | « PA00098742 »                                 | Classé                                         | 1911                                           | Maison de Jeanne d'Arc                                       |
| Maison des notaires                                          | Château-Renard                                | 53 place de la République                          | 47° 55′ 57″ nord, 2° 55′ 38″ est               | « PA45000022 »                                 | Inscrit                                        | 2004                                           | Maison des notaires                                          |
| Château de la Rivière                                        | Châtenoy                                      |                                                    | 47° 55′ 33″ nord, 2° 25′ 11″ est               | « PA00098743 »                                 | Inscrit                                        | 1961                                           | Château de la Rivière                                        |
| Château de Coligny                                           | Châtillon-Coligny                             |                                                    | 47° 49′ 20″ nord, 2° 50′ 57″ est               | « PA00098744 »                                 | Inscrit Classé                                 | 1930 1949                                      | Château de Coligny                                           |
| Église Saint-Pierre de Châtillon-Coligny                     | Châtillon-Coligny                             | Place de l'Église                                  | 47° 49′ 21″ nord, 2° 50′ 50″ est               | « PA00098745 »                                 | Inscrit                                        | 1929                                           | Église Saint-Pierre de Châtillon-Coligny                     |
| Hospice de Châtillon-Coligny                                 | Châtillon-Coligny                             | Faubourg du Puyrault                               | 47° 49′ 14″ nord, 2° 50′ 42″ est               | « PA00098746 »                                 | Inscrit                                        | 1929                                           | Hospice de Châtillon-Coligny                                 |
| Porte de ville                                               | Châtillon-Coligny                             | Près de l'église                                   | 47° 49′ 21″ nord, 2° 50′ 51″ est               | « PA00098747 »                                 | Inscrit                                        | 1928                                           | Porte de ville                                               |
| Site d'écluse de Briquemaut                                  | Châtillon-Coligny                             | CR 40bis                                           | 47° 48′ 15″ nord, 2° 50′ 38″ est               | « PA45000015 »                                 | Inscrit                                        | 1999                                           | Site d'écluse de Briquemaut                                  |
| Grange pyramidale                                            | Châtillon-sur-Loire                           | La Fontaine Bénat                                  | 47° 34′ 55″ nord, 2° 43′ 54″ est               | « PA45000039 »                                 | Inscrit                                        | 2012                                           | Image manquante Téléverser                                   |
| Maison à pans de bois                                        | Châtillon-sur-Loire                           | 4 rue des Prés                                     | 47° 35′ 27″ nord, 2° 45′ 04″ est               | « PA45000001 »                                 | Inscrit                                        | 1997                                           | Image manquante Téléverser                                   |
| Temple protestant                                            | Châtillon-sur-Loire                           | 28 rue Franche                                     | 47° 35′ 27″ nord, 2° 45′ 10″ est               | « PA45000040 »                                 | Inscrit                                        | 2012                                           | Image manquante Téléverser                                   |
| Château de la Prêche                                         | Chécy                                         | Bionne                                             | 47° 54′ 17″ nord, 1° 59′ 34″ est               | « PA00098748 »                                 | Inscrit                                        | 1974                                           | Château de la Prêche                                         |
| Église Saint-Pierre de Chécy                                 | Chécy                                         |                                                    | 47° 53′ 30″ nord, 2° 01′ 29″ est               | « PA00098749 »                                 | Classé                                         | 1908                                           | Église Saint-Pierre de Chécy                                 |
| Pierre aux Sorciers                                          | Chevannes                                     | Les Prés du Village                                | 48° 08′ 08″ nord, 2° 51′ 36″ est               | « PA00098750 »                                 | Classé                                         | 1910                                           | Pierre aux Sorciers                                          |
| Château de Chevilly                                          | Chevilly                                      |                                                    | 48° 01′ 34″ nord, 1° 51′ 15″ est               | « PA00098751 »                                 | Classé Inscrit                                 | 1965 1967                                      | Château de Chevilly                                          |
| Église Saint-Jean-Baptiste de Chevry-sous-le-Bignon          | Chevry-sous-le-Bignon                         |                                                    | 48° 08′ 26″ nord, 2° 53′ 55″ est               | « PA00098752 »                                 | Inscrit                                        | 1950                                           | Église Saint-Jean-Baptiste de Chevry-sous-le-Bignon          |
| Château de Chamerolles                                       | Chilleurs-aux-Bois                            |                                                    | 48° 03′ 37″ nord, 2° 09′ 51″ est               | « PA00098753 »                                 | Classé Inscrit                                 | 1927 1988 2016                                 | Château de Chamerolles                                       |
| Église Saint-Pierre de Chilleurs-aux-Bois                    | Chilleurs-aux-Bois                            |                                                    | 48° 04′ 19″ nord, 2° 08′ 09″ est               | « PA00098754 »                                 | Inscrit                                        | 1925                                           | Église Saint-Pierre de Chilleurs-aux-Bois                    |
| Basilique Notre-Dame de Cléry-Saint-André                    | Cléry-Saint-André                             |                                                    | 47° 49′ 13″ nord, 1° 45′ 19″ est               | « PA00098755 »                                 | Classé                                         | 1840                                           | Basilique Notre-Dame de Cléry-Saint-André                    |
| Terrains communaux entourant la basilique                    | Cléry-Saint-André                             |                                                    | 47° 49′ 13″ nord, 1° 45′ 19″ est               | « PA00098756 »                                 | Classé                                         | 1935                                           | Terrains communaux entourant la basilique                    |
| Moulin à vent de Lignerolles                                 | Coinces                                       |                                                    | 48° 01′ 52″ nord, 1° 42′ 10″ est               | « PA00098757 »                                 | Classé                                         | 1942                                           | Moulin à vent de Lignerolles                                 |
| Église Saint-Martin de Cortrat                               | Cortrat                                       |                                                    | 47° 53′ 47″ nord, 2° 45′ 56″ est               | « PA00098758 »                                 | Classé Inscrit                                 | 1923 1972                                      | Église Saint-Martin de Cortrat                               |
| Écluse de Choiseau                                           | Coudroy                                       | C.R. 2                                             | 47° 54′ 14″ nord, 2° 27′ 51″ est               | « PA45000010 »                                 | Inscrit                                        | 1999                                           | Image manquante Téléverser                                   |
| Château de Courcelles-le-Roi                                 | Courcelles                                    |                                                    | 48° 05′ 44″ nord, 2° 18′ 49″ est               | « PA00098759 »                                 | Inscrit                                        | 1931                                           | Château de Courcelles-le-Roi                                 |
| Église Saint-Jacques-le-Majeur Chapelle Saint-Hubert         | Courcelles                                    |                                                    | 48° 05′ 51″ nord, 2° 18′ 59″ est               | « PA00099045 »                                 | Inscrit                                        | 1991                                           | Église Saint-Jacques-le-MajeurChapelle Saint-Hubert          |
| Église Saint-Louis de La Cour-Marigny                        | La Cour-Marigny                               |                                                    | 47° 53′ 39″ nord, 2° 35′ 53″ est               | « PA00132573 »                                 | Inscrit                                        | 1994                                           | Église Saint-Louis de La Cour-Marigny                        |
| Église Saint-Pierre-et-Saint-Paul de Courtenay               | Courtenay                                     |                                                    | 48° 02′ 32″ nord, 3° 03′ 44″ est               | « PA00098760 »                                 | Classé                                         | 1911                                           | Église Saint-Pierre-et-Saint-Paul de Courtenay               |
| Château de Denainvilliers                                    | Dadonville                                    |                                                    | 48° 09′ 01″ nord, 2° 14′ 29″ est               | « PA00098761 »                                 | Inscrit Classé Inscrit                         | 1969 1988                                      | Château de Denainvilliers                                    |
| Échelle d'écluses du Moulin-Brûlé                            | Dammarie-sur-Loing                            | Le Moulin-Brûlé, chemin du Moulin-Brûlé            | 47° 47′ 33″ nord, 2° 52′ 11″ est               | « PA45000016 »                                 | Inscrit                                        | 1999                                           | Échelle d'écluses du Moulin-Brûlé                            |
| Château de Dammarie-en-Puisaye                               | Dammarie-en-Puisaye                           |                                                    | 47° 37′ 37″ nord, 2° 52′ 20″ est               | « PA00098762 »                                 | Inscrit                                        | 1987                                           | Château de Dammarie-en-Puisaye                               |
| Grange dîmière de Dammarie-en-Puisaye                        | Dammarie-en-Puisaye                           |                                                    | 47° 37′ 36″ nord, 2° 52′ 24″ est               | « PA00098763 »                                 | Inscrit                                        | 1987                                           | Grange dîmière de Dammarie-en-Puisaye                        |
| Château de Dampierre-en-Burly                                | Dampierre-en-Burly                            |                                                    | 47° 45′ 42″ nord, 2° 31′ 01″ est               | « PA00098764 »                                 | Inscrit                                        | 1928                                           | Château de Dampierre-en-Burly                                |
| Église Saint-Blaise de Dimancheville                         | Dimancheville                                 |                                                    | 48° 14′ 10″ nord, 2° 26′ 02″ est               | « PA45000025 »                                 | Inscrit                                        | 2005                                           | Église Saint-Blaise de Dimancheville                         |
| Église Saint-Étienne de Donnery                              | Donnery                                       |                                                    | 47° 54′ 55″ nord, 2° 06′ 08″ est               | « PA00098765 »                                 | Inscrit                                        | 1925                                           | Église Saint-Étienne de Donnery                              |
| Château de Mez-le-Maréchal                                   | Dordives                                      |                                                    | 48° 09′ 01″ nord, 2° 47′ 32″ est               | « PA00098766 »                                 | Inscrit Classé                                 | 2023 2024                                      | Château de Mez-le-Maréchal                                   |
| Château de la Brûlerie                                       | Douchy-Montcorbon                             | Douchy                                             | 47° 56′ 58″ nord, 3° 02′ 00″ est               | « PA00098767 »                                 | Inscrit                                        | 1948                                           | Image manquante Téléverser                                   |
| Maison forte de Gaudigny                                     | Égry                                          |                                                    | 48° 05′ 33″ nord, 2° 26′ 45″ est               | « PA00099046 »                                 | Inscrit                                        | 1991                                           | Image manquante Téléverser                                   |
| Dolmen de Coulmiers                                          | Épieds-en-Beauce                              | Pièces des Pierres-Fenats                          | 47° 57′ 28″ nord, 1° 39′ 33″ est               | « PA00098768 »                                 | Classé                                         | 1900                                           | Dolmen de Coulmiers                                          |
| Église Saint-Lubin d'Escrennes                               | Escrennes                                     |                                                    | 48° 08′ 06″ nord, 2° 11′ 25″ est               | « PA00098769 »                                 | Inscrit                                        | 1928                                           | Église Saint-Lubin d'Escrennes                               |
| Centrale électrique de Fay-aux-Loges                         | Fay-aux-Loges                                 | Route de Nestin                                    | 47° 56′ 14″ nord, 2° 09′ 02″ est               | « PA45000011 »                                 | Inscrit                                        | 1999                                           | Centrale électrique de Fay-aux-Loges                         |
| Église Notre-Dame de Fay-aux-Loges                           | Fay-aux-Loges                                 |                                                    | 47° 55′ 40″ nord, 2° 08′ 20″ est               | « PA00098770 »                                 | Classé                                         | 1923                                           | Église Notre-Dame de Fay-aux-Loges                           |
| Château de la Queuvre                                        | Férolles                                      |                                                    | 47° 49′ 43″ nord, 2° 09′ 05″ est               | « PA00098771 »                                 | Inscrit                                        | 1931                                           | Château de la Queuvre                                        |
| Abbatiale Saint-Pierre de Ferrières                          | Ferrières-en-Gâtinais                         |                                                    | 48° 05′ 26″ nord, 2° 47′ 22″ est               | « PA00098775 »                                 | Classé                                         | 1840                                           | Abbatiale Saint-Pierre de Ferrières                          |
| Abbaye Saint-Pierre-et-Saint-Paul de Ferrières               | Ferrières-en-Gâtinais                         |                                                    | 48° 05′ 25″ nord, 2° 47′ 21″ est               | « PA00098772 »                                 | Classé Inscrit                                 | 1921 1928 1991                                 | Abbaye Saint-Pierre-et-Saint-Paul de Ferrières               |
| Croix de l'hosannaire                                        | Ferrières-en-Gâtinais                         | Dans le cimetière                                  | 48° 05′ 49″ nord, 2° 47′ 25″ est               | « PA00098773 »                                 | Inscrit                                        | 1926                                           | Croix de l'hosannaire                                        |
| Croix Sainte-Apolline de Ferrières-en-Gâtinais               | Ferrières-en-Gâtinais                         |                                                    | 48° 05′ 24″ nord, 2° 47′ 29″ est               | « PA00098774 »                                 | Inscrit                                        | 1926                                           | Croix Sainte-Apolline de Ferrières-en-Gâtinais               |
| Château de la Ferté de La Ferté-Saint-Aubin                  | La Ferté-Saint-Aubin                          |                                                    | 47° 43′ 35″ nord, 1° 56′ 36″ est               | « PA00098776 »                                 | Classé Inscrit                                 | 1961 1995                                      | Château de la Ferté de La Ferté-Saint-Aubin                  |
| Église Saint-Aubin de La Ferté-Saint-Aubin                   | La Ferté-Saint-Aubin                          |                                                    | 47° 42′ 39″ nord, 1° 56′ 29″ est               | « PA00098777 »                                 | Inscrit                                        | 1943                                           | Église Saint-Aubin de La Ferté-Saint-Aubin                   |
| Habitations en pans de bois                                  | La Ferté-Saint-Aubin                          | 15, 27, 29, 31, 124, 125 rue Saint-Michel          | 47° 43′ 30″ nord, 1° 56′ 30″ est               | « PA00098778 »                                 | Inscrit                                        | 1941                                           | Habitations en pans de bois                                  |
| Gisement préhistorique de la Maison Blanche                  | Fontenay-sur-Loing                            | Champ du Port Les Raquoins                         | 48° 04′ 04″ nord, 2° 45′ 21″ est               | « PA00098780 »                                 | Classé                                         | 1977                                           | Image manquante Téléverser                                   |
| Maison                                                       | Fontenay-sur-Loing                            | 4 avenue de la Libération                          | 48° 06′ 22″ nord, 2° 46′ 22″ est               | « PA00098779 »                                 | Inscrit                                        | 1931                                           | Maison                                                       |
| Église Saint-Martial de Fréville-du-Gâtinais                 | Fréville-du-Gâtinais                          |                                                    | 48° 01′ 26″ nord, 2° 26′ 36″ est               | « PA00098781 »                                 | Inscrit                                        | 1931                                           | Église Saint-Martial de Fréville-du-Gâtinais                 |
| Église Saint-Aubin de Gaubertin                              | Gaubertin                                     |                                                    | 48° 07′ 18″ nord, 2° 26′ 02″ est               | « PA00098782 »                                 | Inscrit                                        | 1931                                           | Église Saint-Aubin de Gaubertin                              |
| Oratoire carolingien de Germigny-des-Prés                    | Germigny-des-Prés                             |                                                    | 47° 50′ 47″ nord, 2° 16′ 00″ est               | « PA00098783 »                                 | Classé                                         | 1840                                           | Oratoire carolingien de Germigny-des-Prés                    |
| Chapelle de l’hôpital                                        | Gien                                          | 2 avenue Jean-Villejean                            | à géolocaliser                                 | « PA45000057 »                                 | Inscrit                                        | 2022                                           | Image manquante Téléverser                                   |
| Château de Gien                                              | Gien                                          | 2 place de la Libération                           | 47° 41′ 06″ nord, 2° 37′ 54″ est               | « PA00098784 »                                 | Classé                                         | 1840                                           | Château de Gien                                              |
| Église Sainte-Jeanne-d'Arc de Gien                           | Gien                                          | 5 place du Château                                 | 47° 41′ 07″ nord, 2° 37′ 52″ est               | « PA00098785 »                                 | Inscrit                                        | 1940 1944 2001                                 | Église Sainte-Jeanne-d'Arc de Gien                           |
| Maison des Alix                                              | Gien                                          | 1, 3 rue de l'Hôtel-de-Ville Rue Parmentier        | 47° 41′ 05″ nord, 2° 37′ 45″ est               | « PA00098786 »                                 | Inscrit                                        | 1941                                           | Maison des Alix                                              |
| Manoir de Jean d'Arrabloy                                    | Gien                                          | Arrabloy                                           | 47° 42′ 13″ nord, 2° 42′ 41″ est               | « PA00098787 »                                 | Inscrit                                        | 1926                                           | Manoir de Jean d'Arrabloy                                    |
| Église Notre-Dame de Girolles                                | Girolles                                      |                                                    | 48° 03′ 41″ nord, 2° 42′ 58″ est               | « PA00098788 »                                 | Inscrit                                        | 1925                                           | Église Notre-Dame de Girolles                                |
| Église Saint-Pierre-ès-Liens de Greneville                   | Greneville-en-Beauce                          |                                                    | 48° 10′ 54″ nord, 2° 06′ 46″ est               | « PA00098789 »                                 | Inscrit                                        | 1931                                           | Église Saint-Pierre-ès-Liens de Greneville                   |
| Église Saint-Félix de Guignonville                           | Greneville-en-Beauce                          |                                                    | 48° 11′ 37″ nord, 2° 06′ 52″ est               | « PA00098790 »                                 | Inscrit                                        | 1925                                           | Église Saint-Félix de Guignonville                           |
| Pont du Gril de Corbelin                                     | Griselles                                     |                                                    | 48° 04′ 43″ nord, 2° 49′ 10″ est               | « PA00098791 »                                 | Inscrit                                        | 1929                                           | Pont du Gril de Corbelin                                     |
| Moulin Tosset                                                | Griselles                                     |                                                    | 48° 04′ 37″ nord, 2° 49′ 43″ est               | « PA00099052 »                                 | Inscrit                                        | 1991                                           | Moulin Tosset                                                |
| Église Saint-Hilaire de Guigneville                          | Guigneville                                   |                                                    | 48° 12′ 21″ nord, 2° 10′ 41″ est               | « PA00098792 »                                 | Inscrit                                        | 1928                                           | Église Saint-Hilaire de Guigneville                          |
| Moulin à vent de Bel-Air                                     | Guilly                                        |                                                    | 47° 47′ 07″ nord, 2° 17′ 56″ est               | « PA00098793 »                                 | Inscrit                                        | 1987 1996                                      | Moulin à vent de Bel-Air                                     |
| Église Saint-Sulpice de Gy-les-Nonains                       | Gy-les-Nonains                                |                                                    | 47° 56′ 51″ nord, 2° 51′ 07″ est               | « PA00098794 »                                 | Inscrit                                        | 1925                                           | Église Saint-Sulpice de Gy-les-Nonains                       |
| Château de Huisseau-sur-Mauves                               | Huisseau-sur-Mauves                           | Rue du Parc                                        | 47° 53′ 35″ nord, 1° 42′ 18″ est               | « PA00098795 »                                 | Inscrit                                        | 1970                                           | Château de Huisseau-sur-Mauves                               |
| Moulin à eau d'Huisseau-sur-Mauves                           | Huisseau-sur-Mauves                           | 395 impasse de Flit                                | 47° 53′ 17″ nord, 1° 40′ 48″ est               | « PA00099049 »                                 | Inscrit                                        | 1991                                           | Image manquante Téléverser                                   |
| Abbaye Notre-Dame de la Cour-Dieu                            | Ingrannes                                     |                                                    | 48° 00′ 22″ nord, 2° 11′ 50″ est               | « PA00098796 »                                 | Classé                                         | 2012                                           | Abbaye Notre-Dame de la Cour-Dieu                            |
| Église Saint-Loup d'Ingré                                    | Ingré                                         |                                                    | 47° 55′ 12″ nord, 1° 49′ 38″ est               | « PA00098797 »                                 | Inscrit                                        | 1925                                           | Église Saint-Loup d'Ingré                                    |
| Chaire à prêcher de l'église Saint-Étienne de Jargeau        | Jargeau                                       | Place du Grand-Cloître                             | 47° 51′ 59″ nord, 2° 07′ 21″ est               | « IM45000023 »                                 | Classé                                         | 1911                                           | Chaire à prêcher de l'église Saint-Étienne de Jargeau        |
| Église Saint-Étienne de Jargeau                              | Jargeau                                       | Place du Grand-Cloître                             | 47° 51′ 59″ nord, 2° 07′ 21″ est               | « PA00098798 »                                 | Inscrit                                        | 1932                                           | Église Saint-Étienne de Jargeau                              |
| Château du Lude                                              | Jouy-le-Potier                                |                                                    | 47° 43′ 04″ nord, 1° 50′ 45″ est               | « PA45000021 »                                 | Inscrit                                        | 2002                                           | Image manquante Téléverser                                   |
| Église Saint-Pierre de Jouy-le-Potier                        | Jouy-le-Potier                                |                                                    | 47° 44′ 46″ nord, 1° 48′ 37″ est               | « PA00098799 »                                 | Inscrit                                        | 1935                                           | Église Saint-Pierre de Jouy-le-Potier                        |
| Église Saint-Martin de Juranville                            | Juranville                                    |                                                    | 48° 03′ 15″ nord, 2° 29′ 43″ est               | « PA00098800 »                                 | Inscrit                                        | 1974                                           | Église Saint-Martin de Juranville                            |
| Église Saint-Hilaire de Ladon                                | Ladon                                         |                                                    | 48° 00′ 08″ nord, 2° 32′ 08″ est               | « PA00098801 »                                 | Inscrit                                        | 1931                                           | Église Saint-Hilaire de Ladon                                |
| Halle de Ladon                                               | Ladon                                         |                                                    | 48° 00′ 11″ nord, 2° 32′ 12″ est               | « PA00098802 »                                 | Inscrit                                        | 1971                                           | Halle de Ladon                                               |
| Château de Pully                                             | Lailly-en-Val                                 | Pully                                              | 47° 43′ 57″ nord, 1° 44′ 48″ est               | « PA00098803 »                                 | Inscrit                                        | 1947                                           | Château de Pully                                             |
| Château de Bon-Hôtel                                         | Ligny-le-Ribault                              |                                                    | 47° 41′ 03″ nord, 1° 45′ 12″ est               | « PA00099053 »                                 | Inscrit                                        | 1991                                           | Château de Bon-Hôtel                                         |
| Tuilerie de la Bretèche                                      | Ligny-le-Ribault                              | C.D. 61                                            | 47° 41′ 10″ nord, 1° 48′ 20″ est               | « PA45000005 »                                 | Inscrit                                        | 1999                                           | Tuilerie de la Bretèche                                      |
| Château de Cuissy                                            | Lion-en-Sullias                               |                                                    | 47° 43′ 09″ nord, 2° 30′ 37″ est               | « PA00098804 »                                 | Classé Inscrit                                 | 1978                                           | Image manquante Téléverser                                   |
| Église Saint-Étienne de Lion-en-Sullias                      | Lion-en-Sullias                               |                                                    | 47° 43′ 33″ nord, 2° 29′ 20″ est               | « PA00099056 »                                 | Inscrit                                        | 1992                                           | Église Saint-Étienne de Lion-en-Sullias                      |
| Église Notre-Dame de Lorris                                  | Lorris                                        |                                                    | 47° 53′ 24″ nord, 2° 30′ 52″ est               | « PA00098805 »                                 | Classé                                         | 1908                                           | Église Notre-Dame de Lorris                                  |
| Halle de Lorris                                              | Lorris                                        | Rue des Halles                                     | 47° 53′ 23″ nord, 2° 30′ 56″ est               | « PA00098806 »                                 | Inscrit                                        | 1987                                           | Halle de Lorris                                              |
| Hôtel de ville de Lorris                                     | Lorris                                        |                                                    | 47° 53′ 21″ nord, 2° 30′ 48″ est               | « PA00098807 »                                 | Classé                                         | 1862                                           | Hôtel de ville de Lorris                                     |
| Les quatre maisons forestières et le monument commémoratif   | Lorris Les Bordes Montereau Ouzouer-sur-Loire | Carrefour de la Résistance                         | à géolocaliser                                 | « PA45000059 »                                 | Inscrit                                        | 2023                                           | Les quatre maisons forestières et le monument commémoratif   |
| Moulin à vent de l'Épinay                                    | Loury                                         | Le Bas de l'Epinay                                 | 47° 58′ 58″ nord, 2° 03′ 16″ est               | « PA00098808 »                                 | Inscrit                                        | 1988                                           | Moulin à vent de l'Épinay                                    |
| Grande Pierre                                                | Louzouer                                      | La Chaise                                          | 48° 02′ 39″ nord, 2° 51′ 48″ est               | « PA00098809 »                                 | Inscrit                                        | 1983                                           | Grande Pierre                                                |
| Château de Malesherbes                                       | Le Malesherbois                               | Malesherbes                                        | 48° 17′ 14″ nord, 2° 24′ 57″ est               | « PA00098810 »                                 | Classé Inscrit Classé Inscrit                  | 1965 1988                                      | Château de Malesherbes                                       |
| Château de Rouville                                          | Le Malesherbois                               | Rouville, Malesherbes                              | 48° 18′ 15″ nord, 2° 24′ 42″ est               | « PA45000018 »                                 | Inscrit                                        | 2001                                           | Château de Rouville                                          |
| Dolmen de Mailleton                                          | Le Malesherbois                               | Le Buisson, Malesherbes                            | 48° 15′ 59″ nord, 2° 24′ 42″ est               | « PA00098811 »                                 | Classé                                         | 1979                                           | Dolmen de Mailleton                                          |
| Église Saint-Martin de Malesherbes                           | Le Malesherbois                               | Malesherbes                                        | 48° 17′ 35″ nord, 2° 25′ 04″ est               | « PA00098812 »                                 | Inscrit                                        | 1926                                           | Église Saint-Martin de Malesherbes                           |
| Maison à lucarne                                             | Le Malesherbois                               | 3 rue de la République, Malesherbes                | 48° 17′ 42″ nord, 2° 24′ 58″ est               | « PA45000002 »                                 | Inscrit                                        | 1997                                           | Maison à lucarne                                             |
| Méridienne de Manchecourt                                    | Le Malesherbois                               | Manchecourt                                        | 48° 14′ 41″ nord, 2° 20′ 12″ est               | « PA00098813 »                                 | Classé                                         | 1916                                           | Méridienne de Manchecourt                                    |
| Obélisque astronomique d'Orveau-Bellesauve                   | Le Malesherbois                               | Orveau-Bellesauve                                  | 48° 17′ 13″ nord, 2° 20′ 12″ est               | « PA00098979 »                                 | Classé                                         | 1916                                           | Obélisque astronomique d'Orveau-Bellesauve                   |
| Tuilerie d'Alosse                                            | Marcilly-en-Villette                          | C.D. 7                                             | 47° 46′ 16″ nord, 2° 04′ 04″ est               | « PA45000006 »                                 | Inscrit                                        | 1998                                           | Tuilerie d'Alosse                                            |
| Tuilerie de Pont-Long                                        | Marcilly-en-Villette                          | C.D. 108                                           | 47° 44′ 48″ nord, 2° 00′ 53″ est               | « PA45000007 »                                 | Inscrit                                        | 1999                                           | Tuilerie de Pont-Long                                        |
| Église Saint-Martin de Mardié                                | Mardié                                        |                                                    | 47° 53′ 10″ nord, 2° 03′ 23″ est               | « PA00098814 »                                 | Inscrit                                        | 2006                                           | Église Saint-Martin de Mardié                                |
| Église Saint-Georges de Mareau-aux-Bois                      | Mareau-aux-Bois                               |                                                    | 48° 06′ 13″ nord, 2° 11′ 18″ est               | « PA00098815 »                                 | Classé Inscrit                                 | 1920 1928                                      | Église Saint-Georges de Mareau-aux-Bois                      |
| Château des Essarts                                          | Marsainvilliers                               |                                                    | 48° 12′ 08″ nord, 2° 17′ 25″ est               | « PA45000031 »                                 | Inscrit                                        | 2006 2007                                      | Image manquante Téléverser                                   |
| Église Notre-Dame de Ménestreau-en-Villette                  | Ménestreau-en-Villette                        | Place du 11 novembre                               | 47° 41′ 56″ nord, 2° 01′ 19″ est               | « PA45000043 »                                 | Inscrit                                        | 2015                                           | Église Notre-Dame de Ménestreau-en-Villette                  |
| Église Notre-Dame de Melleroy                                | Melleroy                                      |                                                    | 47° 53′ 43″ nord, 2° 57′ 12″ est               | « PA00098816 »                                 | Inscrit                                        | 1947                                           | Église Notre-Dame de Melleroy                                |
| Église Saint-Aignan de Mérinville                            | Mérinville                                    |                                                    | 48° 04′ 54″ nord, 2° 56′ 32″ est               | « PA00098817 »                                 | Inscrit                                        | 1929                                           | Église Saint-Aignan de Mérinville                            |
| Château de Meung-sur-Loire                                   | Meung-sur-Loire                               |                                                    | 47° 49′ 24″ nord, 1° 41′ 40″ est               | « PA00098818 »                                 | Inscrit Classé                                 | 1988 2004                                      | Château de Meung-sur-Loire                                   |
| Collégiale Saint-Liphard de Meung-sur-Loire                  | Meung-sur-Loire                               | Place du Martroy                                   | 47° 49′ 26″ nord, 1° 41′ 42″ est               | « PA00098819 »                                 | Classé                                         | 1840                                           | Collégiale Saint-Liphard de Meung-sur-Loire                  |
| Maison                                                       | Meung-sur-Loire                               | 2 rue des Cordeliers                               | 47° 49′ 34″ nord, 1° 41′ 51″ est               | « PA45000027 »                                 | Inscrit                                        | 2006                                           | Image manquante Téléverser                                   |
| Maison                                                       | Meung-sur-Loire                               | 22 rue Porte-d'Amont                               | 47° 49′ 32″ nord, 1° 41′ 39″ est               | « PA00098820 »                                 | Inscrit                                        | 1961                                           | Image manquante Téléverser                                   |
| Porte d'Amont                                                | Meung-sur-Loire                               |                                                    | 47° 49′ 33″ nord, 1° 41′ 36″ est               | « PA00098821 »                                 | Inscrit                                        | 1925                                           | Porte d'Amont                                                |
| Caserne Gudin                                                | Montargis                                     | 106 rue André-Coquillet                            | 47° 59′ 19″ nord, 2° 43′ 53″ est               | « PA45000055 »                                 | Inscrit Classé                                 | 2022                                           | Image manquante Téléverser                                   |
| Château de Lorris                                            | Montargis                                     |                                                    | 47° 59′ 51″ nord, 2° 44′ 12″ est               | « PA00098822 »                                 | Classé                                         | 1908                                           | Château de Lorris                                            |
| Couvent des Ursulines de Montargis                           | Montargis                                     |                                                    | 47° 59′ 35″ nord, 2° 44′ 00″ est               | « PA00132577 »                                 | Inscrit                                        | 1994                                           | Couvent des Ursulines de Montargis                           |
| Église de la Madeleine de Montargis                          | Montargis                                     | Rue du Cerceau                                     | 47° 59′ 54″ nord, 2° 43′ 58″ est               | « PA00098823 »                                 | Classé                                         | 1909 2000                                      | Église de la Madeleine de Montargis                          |
| Immeuble                                                     | Montargis                                     | 10 rue du Four-Dieu                                | 47° 59′ 50″ nord, 2° 44′ 01″ est               | « PA00125371 »                                 | Inscrit                                        | 1993                                           | Image manquante Téléverser                                   |
| Maison double                                                | Montargis                                     | 17-19 rue du Loing                                 | 47° 59′ 52″ nord, 2° 44′ 04″ est               | « PA45000036 »                                 | Inscrit                                        | 2009                                           | Maison double                                                |
| Maison Feuillette                                            | Montargis                                     | 69 rue des Déportés                                | 47° 59′ 29″ nord, 2° 44′ 40″ est               | « PA45000054 »                                 | Inscrit                                        | 2020                                           | Image manquante Téléverser                                   |
| Passerelle de la Marolle                                     | Montargis                                     | Boulevard des Belles-Manières                      | 47° 59′ 41″ nord, 2° 44′ 07″ est               | « PA45000014 »                                 | Inscrit                                        | 1999                                           | Passerelle de la Marolle                                     |
| Amphithéâtre de Chenevières                                  | Montbouy                                      |                                                    | 47° 52′ 22″ nord, 2° 49′ 08″ est               | « PA00098824 »                                 | Classé                                         | 1862                                           | Amphithéâtre de Chenevières                                  |
| Église Notre-Dame de Montbouy                                | Montbouy                                      |                                                    | 47° 51′ 39″ nord, 2° 49′ 13″ est               | « PA00098825 »                                 | Inscrit                                        | 1967                                           | Église Notre-Dame de Montbouy                                |
| Sanctuaire des eaux gallo-romains du Déversoir               | Montbouy                                      |                                                    | 47° 52′ 08″ nord, 2° 49′ 42″ est               | « PA00099054 »                                 | Inscrit                                        | 1992                                           | Image manquante Téléverser                                   |
| Château de la Forêt                                          | Montcresson                                   |                                                    | 47° 53′ 38″ nord, 2° 49′ 13″ est               | « PA00098826 »                                 | Inscrit                                        | 1986                                           | Château de la Forêt                                          |
| Église Saint-Léger de Montcresson                            | Montcresson                                   |                                                    | 47° 54′ 22″ nord, 2° 48′ 25″ est               | « PA00098827 »                                 | Classé                                         | 1909                                           | Église Saint-Léger de Montcresson                            |
| Château de Montliard                                         | Montliard                                     |                                                    | 48° 01′ 05″ nord, 2° 23′ 39″ est               | « PA00098828 »                                 | Inscrit                                        | 1988                                           | Château de Montliard                                         |
| Église Notre-Dame de Montliard                               | Montliard                                     |                                                    | 48° 01′ 09″ nord, 2° 23′ 44″ est               | « PA00098829 »                                 | Inscrit                                        | 1925                                           | Église Notre-Dame de Montliard                               |
| Moulin de Nançay                                             | Nargis                                        |                                                    | 48° 07′ 52″ nord, 2° 45′ 00″ est               | « PA45000013 »                                 | Inscrit                                        | 1999                                           | Image manquante Téléverser                                   |
| Église Saint-Symphorien de Neuville-aux-Bois                 | Neuville-aux-Bois                             |                                                    | 48° 04′ 06″ nord, 2° 03′ 13″ est               | « PA00098830 »                                 | Inscrit                                        | 1971                                           | Église Saint-Symphorien de Neuville-aux-Bois                 |
| Église Saint-Amand de La Neuville-sur-Essonne                | La Neuville-sur-Essonne                       |                                                    | 48° 11′ 13″ nord, 2° 22′ 32″ est               | « PA00098831 »                                 | Inscrit                                        | 1931                                           | Église Saint-Amand de La Neuville-sur-Essonne                |
| Église Saint-Sulpice de Ligerville                           | La Neuville-sur-Essonne                       |                                                    | 48° 11′ 10″ nord, 2° 22′ 04″ est               | « PA45000033 »                                 | Inscrit                                        | 1928                                           | Image manquante Téléverser                                   |
| Prieuré de La Neuville-sur-Essonne                           | La Neuville-sur-Essonne                       |                                                    | 48° 11′ 12″ nord, 2° 22′ 35″ est               | « PA00098832 »                                 | Inscrit                                        | 1928                                           | Prieuré de La Neuville-sur-Essonne                           |
| Château du Hallier                                           | Nibelle                                       |                                                    | 48° 01′ 02″ nord, 2° 18′ 42″ est               | « PA00098833 »                                 | Inscrit                                        | 1967                                           | Château du Hallier                                           |
| Château d'Amoy                                               | Oison                                         |                                                    | 48° 08′ 34″ nord, 1° 59′ 14″ est               | « PA45000037 »                                 | Inscrit                                        | 2010                                           | Château d'Amoy                                               |
| Château du Rondon                                            | Olivet                                        | Rue du Général-de-Gaulle                           | 47° 52′ 13″ nord, 1° 51′ 31″ est               | « PA00098834 »                                 | Inscrit                                        | 1964                                           | Château du Rondon                                            |
| Église Saint-Martin d'Olivet                                 | Olivet                                        | Place Hervé-Gentien                                | 47° 52′ 01″ nord, 1° 53′ 31″ est               | « PA00098835 »                                 | Inscrit                                        | 2008                                           | Église Saint-Martin d'Olivet                                 |
|                                                              | Orléans                                       | Voir liste des monuments historiques d'Orléans     | Voir liste des monuments historiques d'Orléans | Voir liste des monuments historiques d'Orléans | Voir liste des monuments historiques d'Orléans | Voir liste des monuments historiques d'Orléans | Voir liste des monuments historiques d'Orléans               |
| Église Saint-Aignan d'Outarville                             | Outarville                                    |                                                    | 48° 12′ 42″ nord, 2° 01′ 14″ est               | « PA00098980 »                                 | Inscrit                                        | 1935                                           | Église Saint-Aignan d'Outarville                             |
| Église Saint-Denis d'Ouzouer-sous-Bellegarde                 | Ouzouer-sous-Bellegarde                       |                                                    | 47° 59′ 35″ nord, 2° 28′ 00″ est               | « PA00098981 »                                 | Inscrit                                        | 1928                                           | Église Saint-Denis d'Ouzouer-sous-Bellegarde                 |
| Château de Pont-Chevron                                      | Ouzouer-sur-Trézée                            |                                                    | 47° 41′ 23″ nord, 2° 46′ 12″ est               | « PA00098982 »                                 | Inscrit                                        | 1987                                           | Château de Pont-Chevron                                      |
| Église Saint-Martin d'Ouzouer-sur-Trézée                     | Ouzouer-sur-Trézée                            |                                                    | 47° 40′ 21″ nord, 2° 48′ 31″ est               | « PA00098983 »                                 | Classé                                         | 1910                                           | Église Saint-Martin d'Ouzouer-sur-Trézée                     |
| Maison                                                       | Ouzouer-sur-Trézée                            | Grande-Rue 38                                      | 47° 40′ 19″ nord, 2° 48′ 32″ est               | « PA00098984 »                                 | Inscrit                                        | 1930                                           | Image manquante Téléverser                                   |
| Église Saint-Pierre-ès-Liens de Pannes                       | Pannes                                        |                                                    | 48° 01′ 08″ nord, 2° 40′ 01″ est               | « PA00098985 »                                 | Inscrit                                        | 1987                                           | Église Saint-Pierre-ès-Liens de Pannes                       |
| Église Saint-André de Patay                                  | Patay                                         |                                                    | 48° 02′ 51″ nord, 1° 41′ 42″ est               | « PA00098986 »                                 | Inscrit                                        | 1925                                           | Église Saint-André de Patay                                  |
| Château de l'Ardoise                                         | Pithiviers                                    | 3 place de l'Etape                                 | 48° 10′ 20″ nord, 2° 15′ 28″ est               | « PA00098987 »                                 | Inscrit                                        | 1956                                           | Château de l'Ardoise                                         |
| Collégiale Saint-Georges de Pithiviers                       | Pithiviers                                    |                                                    | 48° 10′ 26″ nord, 2° 15′ 30″ est               | « PA00098988 »                                 | Inscrit Classé                                 | 1928 1986                                      | Collégiale Saint-Georges de Pithiviers                       |
| Église Saint-Salomon-et-Saint-Grégoire de Pithiviers         | Pithiviers                                    | Impasse de l'Église                                | 48° 10′ 27″ nord, 2° 15′ 19″ est               | « PA00098989 »                                 | Classé                                         | 1912 1920 2000                                 | Église Saint-Salomon-et-Saint-Grégoire de Pithiviers         |
| Château de Montguignard                                      | Pithiviers-le-Vieil                           |                                                    | 48° 10′ 10″ nord, 2° 10′ 43″ est               | « PA00098990 »                                 | Inscrit                                        | 1976                                           | Château de Montguignard                                      |
| Église Saint-Gervais-et-Saint-Protais de Pithiviers-le-Vieil | Pithiviers-le-Vieil                           |                                                    | 48° 09′ 44″ nord, 2° 12′ 36″ est               | « PA00098991 »                                 | Inscrit                                        | 1928                                           | Église Saint-Gervais-et-Saint-Protais de Pithiviers-le-Vieil |
| Église Saint-Jean-Baptiste de Préfontaines                   | Préfontaines                                  |                                                    | 48° 06′ 31″ nord, 2° 41′ 28″ est               | « PA00098992 »                                 | Classé (porche) Inscrit (façades et toitures)  | 1909 2013                                      | Église Saint-Jean-Baptiste de Préfontaines                   |
| Croix de Puiseaux                                            | Puiseaux                                      | Dans le cimetière                                  | 48° 12′ 33″ nord, 2° 28′ 30″ est               | « PA00098993 »                                 | Classé                                         | 1907                                           | Image manquante Téléverser                                   |
| Église Notre-Dame de Puiseaux                                | Puiseaux                                      |                                                    | 48° 12′ 16″ nord, 2° 28′ 19″ est               | « PA00098994 »                                 | Classé                                         | 1862                                           | Église Notre-Dame de Puiseaux                                |
| Halle de Puiseaux                                            | Puiseaux                                      |                                                    | 48° 12′ 17″ nord, 2° 28′ 15″ est               | « PA00098995 »                                 | Inscrit                                        | 1987                                           | Halle de Puiseaux                                            |
| Église Saint-Pierre de Rozoy-le-Vieil                        | Rozoy-le-Vieil                                |                                                    | 48° 07′ 26″ nord, 2° 56′ 45″ est               | « PA00098996 »                                 | Classé                                         | 1942                                           | Église Saint-Pierre de Rozoy-le-Vieil                        |
| Dolmen de la Pierre Luteau                                   | Ruan                                          | Le Montant                                         | 48° 12′ 40″ nord, 1° 54′ 41″ est               | « PA00098997 »                                 | Inscrit                                        | 1987                                           | Dolmen de la Pierre Luteau                                   |
| Église Saint-Ay de Saint-Ay                                  | Saint-Ay                                      |                                                    | 47° 51′ 28″ nord, 1° 45′ 12″ est               | « PA00098998 »                                 | Inscrit                                        | 1928                                           | Église Saint-Ay de Saint-Ay                                  |
| Abbatiale Saint-Benoît de Saint-Benoît-sur-Loire             | Saint-Benoît-sur-Loire                        |                                                    | 47° 48′ 34″ nord, 2° 18′ 21″ est               | « PA00098999 »                                 | Classé                                         | 1840                                           | Abbatiale Saint-Benoît de Saint-Benoît-sur-Loire             |
| Abbaye de Saint-Benoît-sur-Loire                             | Saint-Benoît-sur-Loire                        |                                                    | 47° 48′ 34″ nord, 2° 18′ 20″ est               | « PA00099001 »                                 | Classé                                         | 1941                                           | Abbaye de Saint-Benoît-sur-Loire                             |
| Maison                                                       | Saint-Benoît-sur-Loire                        | 8 place de l'Université                            | 47° 48′ 35″ nord, 2° 18′ 28″ est               | « PA00099000 »                                 | Classé                                         | 1906                                           | Maison                                                       |
| Château de Saint-Brisson                                     | Saint-Brisson-sur-Loire                       |                                                    | 47° 39′ 00″ nord, 2° 40′ 56″ est               | « PA00099002 »                                 | Inscrit                                        | 1993                                           | Château de Saint-Brisson                                     |
| Château de Cormes                                            | Saint-Cyr-en-Val                              |                                                    | 47° 48′ 16″ nord, 1° 56′ 15″ est               | « PA00099003 »                                 | Inscrit                                        | 1971                                           | Château de Cormes                                            |
| Château de la Porte                                          | Saint-Cyr-en-Val                              |                                                    | 47° 49′ 11″ nord, 2° 00′ 15″ est               | « PA00135300 »                                 | Inscrit Classé                                 | 1992 1995                                      | Château de la Porte                                          |
| Château de l'Isle                                            | Saint-Denis-en-Val                            |                                                    | 47° 53′ 18″ nord, 1° 59′ 40″ est               | « PA00099004 »                                 | Classé                                         | 2023                                           | Château de l'Isle                                            |
| Pont-canal de Saint-Firmin-sur-Loire                         | Saint-Firmin-sur-Loire                        |                                                    | 47° 37′ 53″ nord, 2° 44′ 05″ est               | « PA00099005 »                                 | Inscrit                                        | 1976                                           | Pont-canal de Saint-Firmin-sur-Loire                         |
| Église Saint-Germain de Saint-Germain-des-Prés               | Saint-Germain-des-Prés                        |                                                    | 47° 57′ 12″ nord, 2° 50′ 54″ est               | « PA00099006 »                                 | Inscrit                                        | 1929                                           | Église Saint-Germain de Saint-Germain-des-Prés               |
| Donjon de la Motte                                           | Saint-Gondon                                  |                                                    | 47° 41′ 59″ nord, 2° 32′ 29″ est               | « PA00099007 »                                 | Inscrit                                        | 1971                                           | Donjon de la Motte                                           |
| Maison à pans de bois                                        | Saint-Gondon                                  | Place de la Liberté Rue des Juifs                  | 47° 41′ 57″ nord, 2° 32′ 31″ est               | « PA00132578 »                                 | Inscrit                                        | 1994                                           | Image manquante Téléverser                                   |
| Menhir des Pierres Longues                                   | Saint-Gondon                                  | Les Pierres Longues                                | 47° 42′ 08″ nord, 2° 32′ 12″ est               | « PA00099008 »                                 | Inscrit                                        | 1986                                           | Image manquante Téléverser                                   |
| Prieuré de Saint-Gondon                                      | Saint-Gondon                                  |                                                    | 47° 42′ 02″ nord, 2° 32′ 33″ est               | « PA00099009 »                                 | Inscrit                                        | 1975                                           | Prieuré de Saint-Gondon                                      |
| Église Saint-Hilaire de Saint-Hilaire-Saint-Mesmin           | Saint-Hilaire-Saint-Mesmin                    |                                                    | 47° 51′ 56″ nord, 1° 49′ 40″ est               | « PA00099010 »                                 | Inscrit                                        | 1928                                           | Église Saint-Hilaire de Saint-Hilaire-Saint-Mesmin           |
| Chapelle Saint-Michel                                        | Saint-Jean-de-Braye                           | 81 avenue de Verdun                                | 47° 55′ 11″ nord, 1° 59′ 03″ est               | « PA45000038 »                                 | Inscrit                                        | 2012                                           | Chapelle Saint-Michel                                        |
| Église Saint-Jean-Baptiste de Saint-Jean-de-Braye            | Saint-Jean-de-Braye                           |                                                    | 47° 54′ 14″ nord, 1° 57′ 50″ est               | « PA00099011 »                                 | Classé                                         | 1910                                           | Église Saint-Jean-Baptiste de Saint-Jean-de-Braye            |
| Éolienne Bollée de Saint-Jean-de-Braye                       | Saint-Jean-de-Braye                           | 156 faubourg Bourgogne                             | 47° 54′ 11″ nord, 1° 56′ 17″ est               | « PA00099047 »                                 | Classé                                         | 1993                                           | Éolienne Bollée de Saint-Jean-de-Braye                       |
| Église Saint-Loup de Saint-Loup-des-Vignes                   | Saint-Loup-des-Vignes                         |                                                    | 48° 02′ 29″ nord, 2° 25′ 19″ est               | « PA00099012 »                                 | Inscrit                                        | 1925                                           | Image manquante Téléverser                                   |
| Château de la Mothe                                          | Saint-Lyé-la-Forêt                            |                                                    | 48° 02′ 44″ nord, 1° 58′ 39″ est               | « PA00099013 »                                 | Inscrit                                        | 1968                                           | Image manquante Téléverser                                   |
| Abbaye de Fontainejean                                       | Saint-Maurice-sur-Aveyron                     |                                                    | 47° 50′ 55″ nord, 2° 57′ 39″ est               | « PA00099014 »                                 | Inscrit                                        | 1925                                           | Abbaye de Fontainejean                                       |
| Église Saint-Maurice de Saint-Maurice-sur-Aveyron            | Saint-Maurice-sur-Aveyron                     | Rue des Juifs                                      | 47° 50′ 56″ nord, 2° 55′ 33″ est               | « PA00099015 »                                 | Inscrit                                        | 1926                                           | Église Saint-Maurice de Saint-Maurice-sur-Aveyron            |
| Église Saint-Maurice de Saint-Maurice-sur-Fessard            | Saint-Maurice-sur-Fessard                     |                                                    | 47° 59′ 32″ nord, 2° 37′ 08″ est               | « PA00099016 »                                 | Inscrit                                        | 2010                                           | Église Saint-Maurice de Saint-Maurice-sur-Fessard            |
| Château de Saint-Michel                                      | Saint-Michel                                  | C.V. 2 de Chenault à Batilly                       | 48° 04′ 10″ nord, 2° 22′ 32″ est               | « PA00099017 »                                 | Inscrit                                        | 1989                                           | Château de Saint-Michel                                      |
| Maison du Saussay                                            | Saint-Pryvé-Saint-Mesmin                      | 41 rue des Quatre-Tourelles Rue Saint-Michel       | 47° 53′ 15″ nord, 1° 52′ 48″ est               | « PA45000030 »                                 | Inscrit                                        | 2006                                           | Maison du Saussay                                            |
| Tuilerie du Vieux-Bourg                                      | Saint-Pryvé-Saint-Mesmin                      | 2 rue du Vieux-Bourg                               | 47° 53′ 32″ nord, 1° 52′ 32″ est               | « PA45000004 »                                 | Inscrit                                        | 1998                                           | Tuilerie du Vieux-Bourg                                      |
| Château de La Porte                                          | Sandillon                                     |                                                    | 47° 49′ 11″ nord, 2° 00′ 15″ est               | « PA00099055 »                                 | Inscrit Classé                                 | 1992 1995                                      | Château de La Porte                                          |
| Aquis Segeste                                                | Sceaux-du-Gâtinais                            |                                                    | 48° 06′ 55″ nord, 2° 37′ 22″ est               | « PA00099018 »                                 | Classé                                         | 1986                                           | Aquis Segeste                                                |
| Château de La Selle-sur-le-Bied                              | La Selle-sur-le-Bied                          | Impasse du Château                                 | 48° 03′ 46″ nord, 2° 53′ 45″ est               | « PA00099019 »                                 | Inscrit                                        | 1963                                           | Château de La Selle-sur-le-Bied                              |
| Église de la Très-Sainte-Trinité de La Selle-sur-le-Bied     | La Selle-sur-le-Bied                          |                                                    | 48° 03′ 48″ nord, 2° 53′ 45″ est               | « PA00099020 »                                 | Classé                                         | 1960 2009                                      | Église de la Très-Sainte-Trinité de La Selle-sur-le-Bied     |
| Polissoir des Davaux                                         | La Selle-sur-le-Bied                          | La Vallée de Pers                                  | 48° 06′ 25″ nord, 2° 54′ 07″ est               | « PA00099021 »                                 | Inscrit                                        | 1987                                           | Polissoir des Davaux                                         |
| Château de la Turpinière                                     | Sennely                                       |                                                    | 47° 42′ 49″ nord, 2° 06′ 15″ est               | « PA00099043 »                                 | Inscrit                                        | 1989                                           | Image manquante Téléverser                                   |
| Église Saint-Martin-et-Saint-Loup de Sermaises               | Sermaises                                     |                                                    | 48° 17′ 43″ nord, 2° 12′ 15″ est               | « PA00099022 »                                 | Classé                                         | 1908                                           | Église Saint-Martin-et-Saint-Loup de Sermaises               |
| Église Saint-Pierre de Solterre                              | Solterre                                      |                                                    | 47° 54′ 21″ nord, 2° 44′ 32″ est               | « PA00099023 »                                 | Inscrit                                        | 1931                                           | Église Saint-Pierre de Solterre                              |
| Château de Sully-sur-Loire                                   | Sully-sur-Loire                               |                                                    | 47° 46′ 04″ nord, 2° 22′ 31″ est               | « PA00099024 »                                 | Classé Inscrit                                 | 1928 1944                                      | Château de Sully-sur-Loire                                   |
| Église Saint-Germain de Sully-sur-Loire                      | Sully-sur-Loire                               |                                                    | 47° 45′ 58″ nord, 2° 22′ 02″ est               | « PA00099025 »                                 | Inscrit                                        | 1939                                           | Église Saint-Germain de Sully-sur-Loire                      |
| Église Saint-Ythier de Sully-sur-Loire                       | Sully-sur-Loire                               | Place Maurice de Sully                             | 47° 45′ 56″ nord, 2° 22′ 36″ est               | « PA00099026 »                                 | Inscrit                                        | 1940                                           | Église Saint-Ythier de Sully-sur-Loire                       |
| Maison                                                       | Sully-sur-Loire                               | Rue Principale (actuellement 8 rue du Grand Sully) | 47° 46′ 00″ nord, 2° 22′ 27″ est               | « PA00099027 »                                 | Classé                                         | 1924                                           | Image manquante Téléverser                                   |
| Dolmen du Ver                                                | Tavers                                        | Le Clos du Ver                                     | 47° 44′ 34″ nord, 1° 36′ 06″ est               | « PA00099030 »                                 | Inscrit                                        | 1949                                           | Dolmen du Ver                                                |
| Ferme du Ver                                                 | Tavers                                        |                                                    | 47° 44′ 33″ nord, 1° 36′ 03″ est               | « PA00099031 »                                 | Inscrit                                        | 1984                                           | Ferme du Ver                                                 |
| Pierre tournante                                             | Tavers                                        | Les Feulardes                                      | 47° 46′ 14″ nord, 1° 35′ 16″ est               | « PA00099028 »                                 | Classé                                         | 1948                                           | Pierre tournante                                             |
| Pierre du Vert-Galant                                        | Tavers                                        |                                                    | 47° 46′ 05″ nord, 1° 35′ 12″ est               | « PA00099029 »                                 | Classé                                         | 1948                                           | Pierre du Vert-Galant                                        |
| Église Saint-Pierre-et-Saint-Marcou de Thignonville          | Thignonville                                  |                                                    | 48° 16′ 52″ nord, 2° 10′ 24″ est               | « PA00099032 »                                 | Inscrit                                        | 1931                                           | Église Saint-Pierre-et-Saint-Marcou de Thignonville          |
| Église Saint-Jean-Baptiste de Thorailles                     | Thorailles                                    |                                                    | 48° 01′ 25″ nord, 2° 53′ 57″ est               | « PA00099033 »                                 | Inscrit                                        | 1931                                           | Église Saint-Jean-Baptiste de Thorailles                     |
| Motte médiévale de Nids                                      | Tournoisis                                    | Les Pendens                                        | 47° 59′ 10″ nord, 1° 37′ 41″ est               | « PA00099048 »                                 | Inscrit                                        | 1991                                           | Motte médiévale de Nids                                      |
| Église Saint-Pierre de Treilles-en-Gâtinais                  | Treilles-en-Gâtinais                          |                                                    | 48° 04′ 34″ nord, 2° 39′ 42″ est               | « PA00099034 »                                 | Inscrit                                        | 1971                                           | Église Saint-Pierre de Treilles-en-Gâtinais                  |
| Église Saint-Martin de Triguères                             | Triguères                                     | Place de l'Église                                  | 47° 56′ 20″ nord, 2° 59′ 13″ est               | « PA00099035 »                                 | Inscrit                                        | 1925                                           | Église Saint-Martin de Triguères                             |
| Manoir du Grand-Courtoiseau                                  | Triguères                                     | D 943                                              | 47° 56′ 16″ nord, 2° 57′ 55″ est               | « PA45000019 »                                 | Inscrit                                        | 2001                                           | Image manquante Téléverser                                   |
| Site de Grignon                                              | Vieilles-Maisons-sur-Joudry                   |                                                    | 47° 53′ 53″ nord, 2° 27′ 15″ est               | « PA45000012 »                                 | Inscrit                                        | 1999                                           | Site de Grignon                                              |
| Église Saint-Nicolas de Villemoutiers                        | Villemoutiers                                 |                                                    | 47° 59′ 41″ nord, 2° 33′ 22″ est               | « PA00099036 »                                 | Inscrit                                        | 1931                                           | Église Saint-Nicolas de Villemoutiers                        |
| Église Saint-Pierre de Vimory                                | Vimory                                        |                                                    | 47° 56′ 57″ nord, 2° 41′ 20″ est               | « PA00099037 »                                 | Inscrit                                        | 1925                                           | Église Saint-Pierre de Vimory                                |
| Chapelle Saint-Lubin d'Yèvre-le-Châtel                       | Yèvre-la-Ville                                | Yèvre-le-Châtel                                    | 48° 09′ 34″ nord, 2° 19′ 52″ est               | « PA00099038 »                                 | Classé                                         | 1886                                           | Chapelle Saint-Lubin d'Yèvre-le-Châtel                       |
| Château d'Yèvre-le-Châtel                                    | Yèvre-la-Ville                                | Yèvre-le-Châtel                                    | 48° 09′ 38″ nord, 2° 20′ 05″ est               | « PA00099039 »                                 | Classé                                         | 1862                                           | Château d'Yèvre-le-Châtel                                    |
| Église Sainte-Brigide d'Yèvre-la-Ville                       | Yèvre-la-Ville                                |                                                    | 48° 08′ 46″ nord, 2° 19′ 40″ est               | « PA00099040 »                                 | Inscrit                                        | 1988                                           | Église Sainte-Brigide d'Yèvre-la-Ville                       |
| Église Saint-Gault d'Yèvre-le-Châtel                         | Yèvre-la-Ville                                | Yèvre-le-Châtel                                    | 48° 09′ 38″ nord, 2° 20′ 07″ est               | « PA00099041 »                                 | Inscrit                                        | 1925                                           | Église Saint-Gault d'Yèvre-le-Châtel                         |